# بردستان
مدينة بردستان هي مدينة إيرانية التابع لدير التابعة لمحافظة بوشهر في جنوب إيران، كان عدد سكانها سنة 2004 حوالي 6000 نسمة.